# Rjúiči Amano
Rjúiči Amano (天野 龍一, Amano Ryūichi, 1902–1995) byl japonský fotograf aktivní ve 20. století. Jeho fotografie jsou ve sbírce Tokijského muzea fotografie.